# Glina bazalna
Glina bazalna – skała ilasta, rodzaj gliny, niewarstwowany osadowy materiał skalny. Powstała w wyniku topnienia się lodu lodowca i osadzania się pod lodowcem materiałów skalnych .
Zbudowana z mieszaniny licznych zazwyczaj słabo wysortowanych drobnych okruchów ilastych.

## Zobacz
- Osady fluwioglacjalne
- Osady glacjalne